# تپه ملا عزیز
تپه ملا عزیز در شهرستان بروجرد، بخش مرکزی، روستای سرنجه واقع شده و این اثر در تاریخ ۱۲ بهمن ۱۳۸۱ با شمارهٔ ثبت ۷۱۳۶ به‌عنوان یکی از آثار ملی ایران به ثبت رسیده است.